# Winzerhaus Meißner Straße 172 (Radebeul)
Das Winzerhaus in der Meißner Straße 172 steht im Stadtteil Niederlößnitz der sächsischen Stadt Radebeul, auf der Westseite des Beginns der Zillerstraße. Das Anwesen wurde 1924 durch die katholische Kirche erworben, um dort eine Kirche zu errichten, was jedoch scheiterte. Später wurde das Winzerhaus jedoch zum Jugendheim der katholischen Gemeinde ausgebaut. Seit 2013 ist das Haus wieder in Privatbesitz und wird seitdem denkmalgerecht zum Wohnhaus rekonstruiert. Zum Tag des offenen Denkmals 2015 war die seinerzeitige Baustelle für die Öffentlichkeit zugänglich.

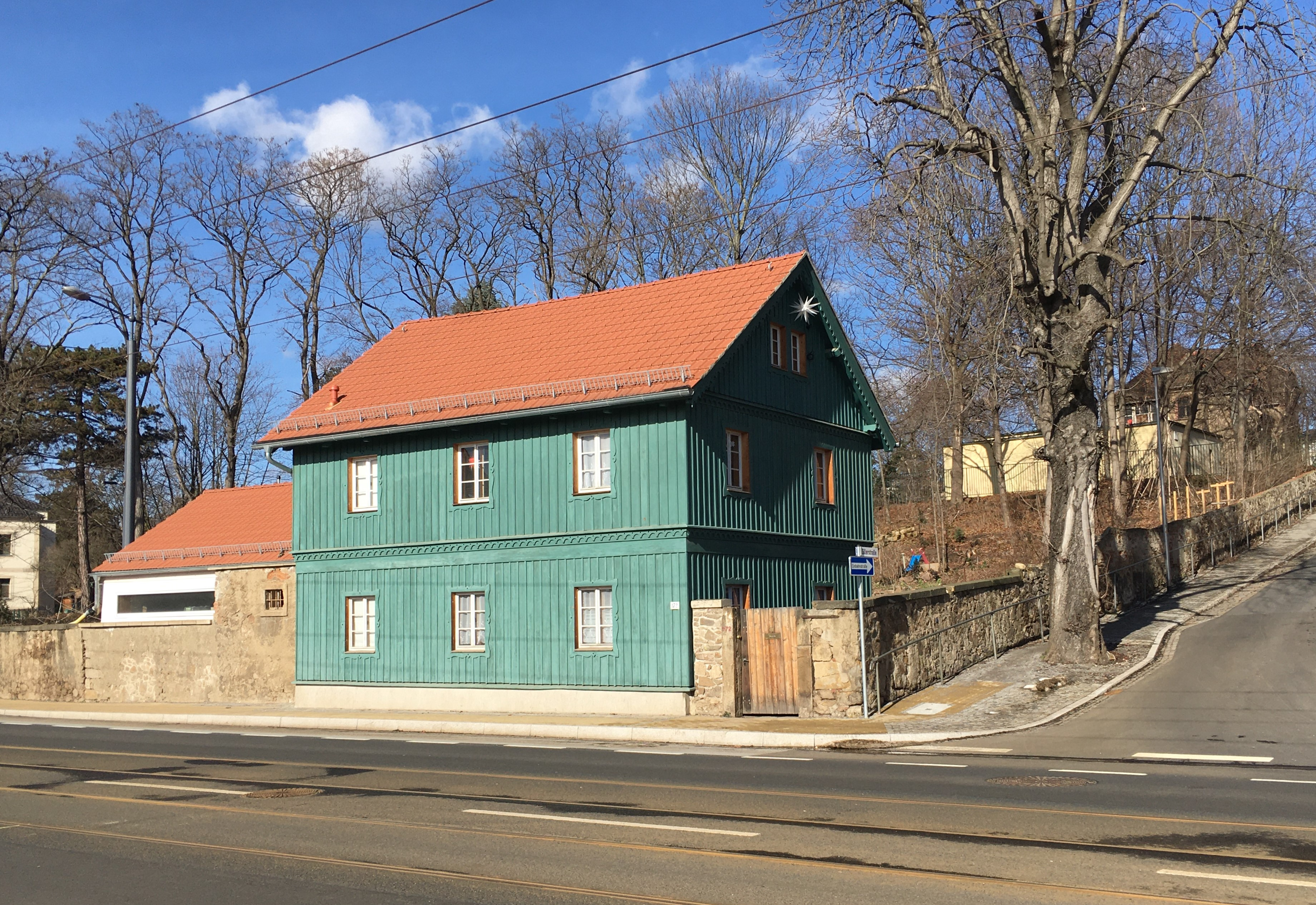
Meißner Straße 172 (2021), rechts dahinter die Rückseite der Villa Heimburg

## Beschreibung

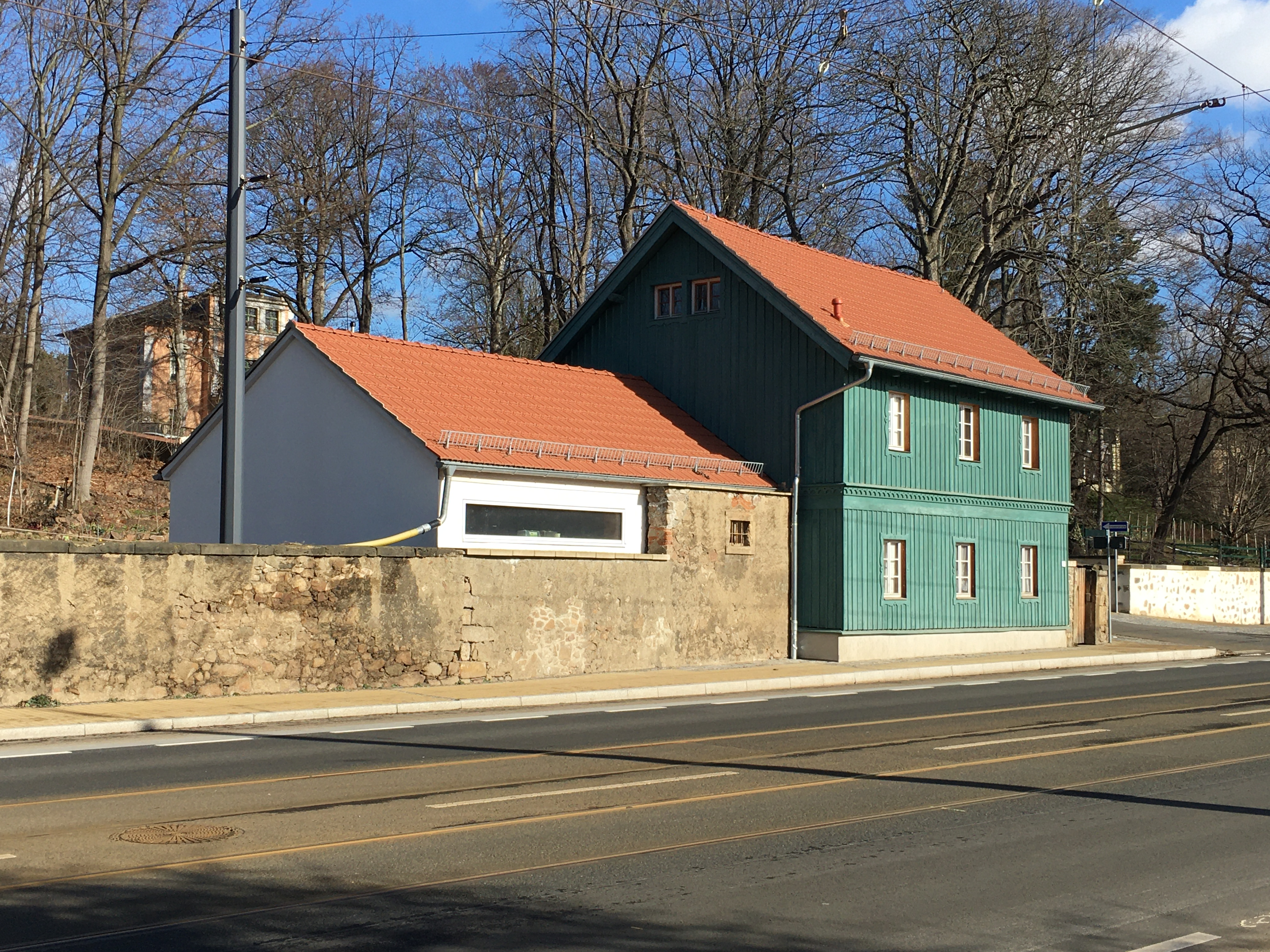
Meißner Straße 172 (2021), links dahinter die Gartenseite des katholischen Pfarramts Radebeul

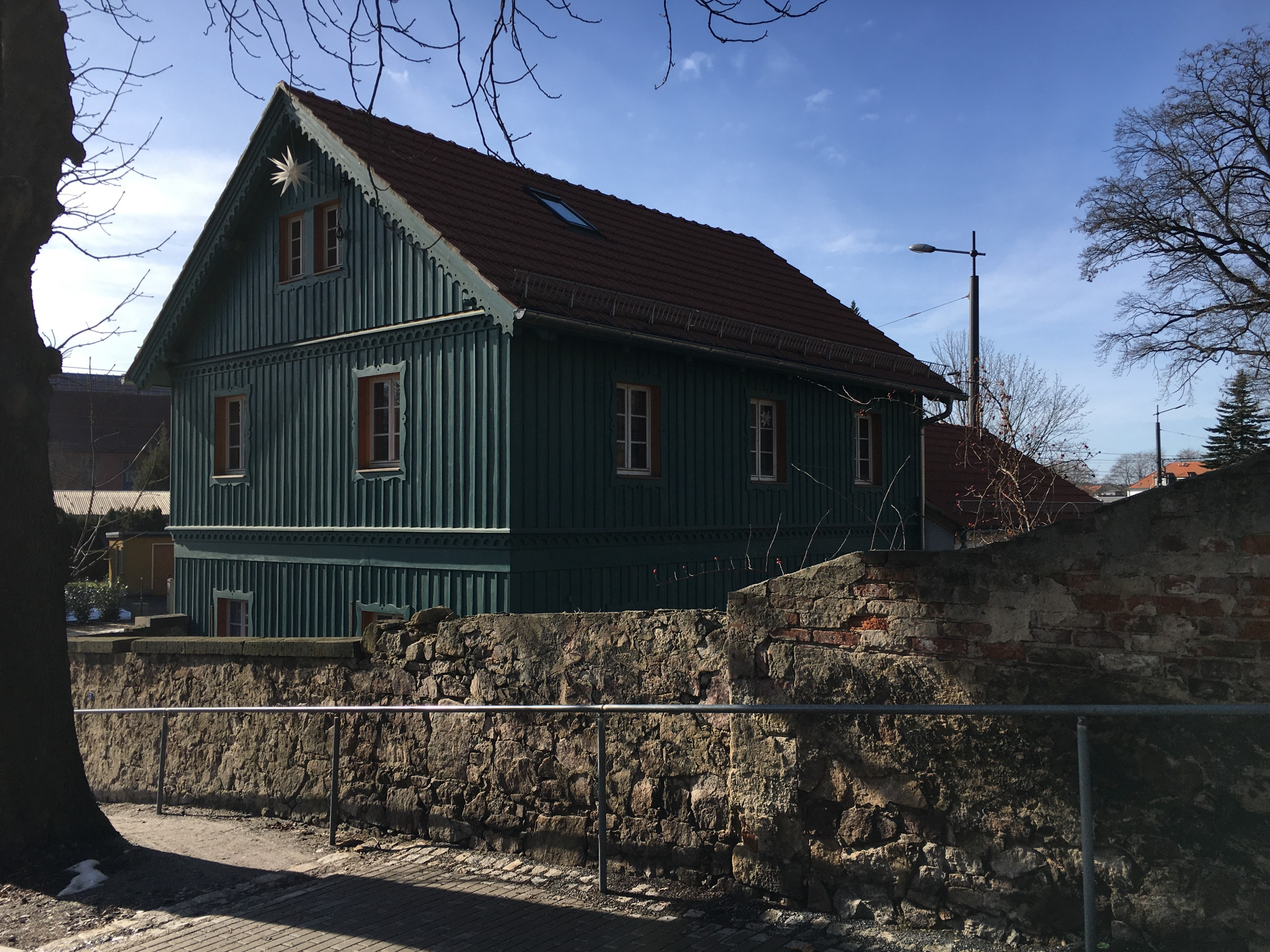
Meißner Straße 172 (2021): Rückseite

Das mit der Einfriedungsmauer unter Denkmalschutz stehende Haus steht auf einem Eckgrundstück an der Meißner Straße auf der Westseite der Zillerstraße, auf deren Ostseite weiter oben am Hang das katholische Pfarramt liegt. Die traufständige Straßenansicht des Hauses verläuft in etwa in der Flucht der Grundstücksmauern entlang der Straße.
Das kleine zweigeschossige Fachwerkhaus hat eine Größe von drei zu zwei Fensterachsen sowie ein weit vorkragendes Satteldach. Die Fassaden sind komplett verbrettert, wobei die Geschosse jeweils durch einen hölzernen Rundbogenfries getrennt sind. Die Fenstereinfassungen sind durch bogenförmig geschnittene Bretter verziert.

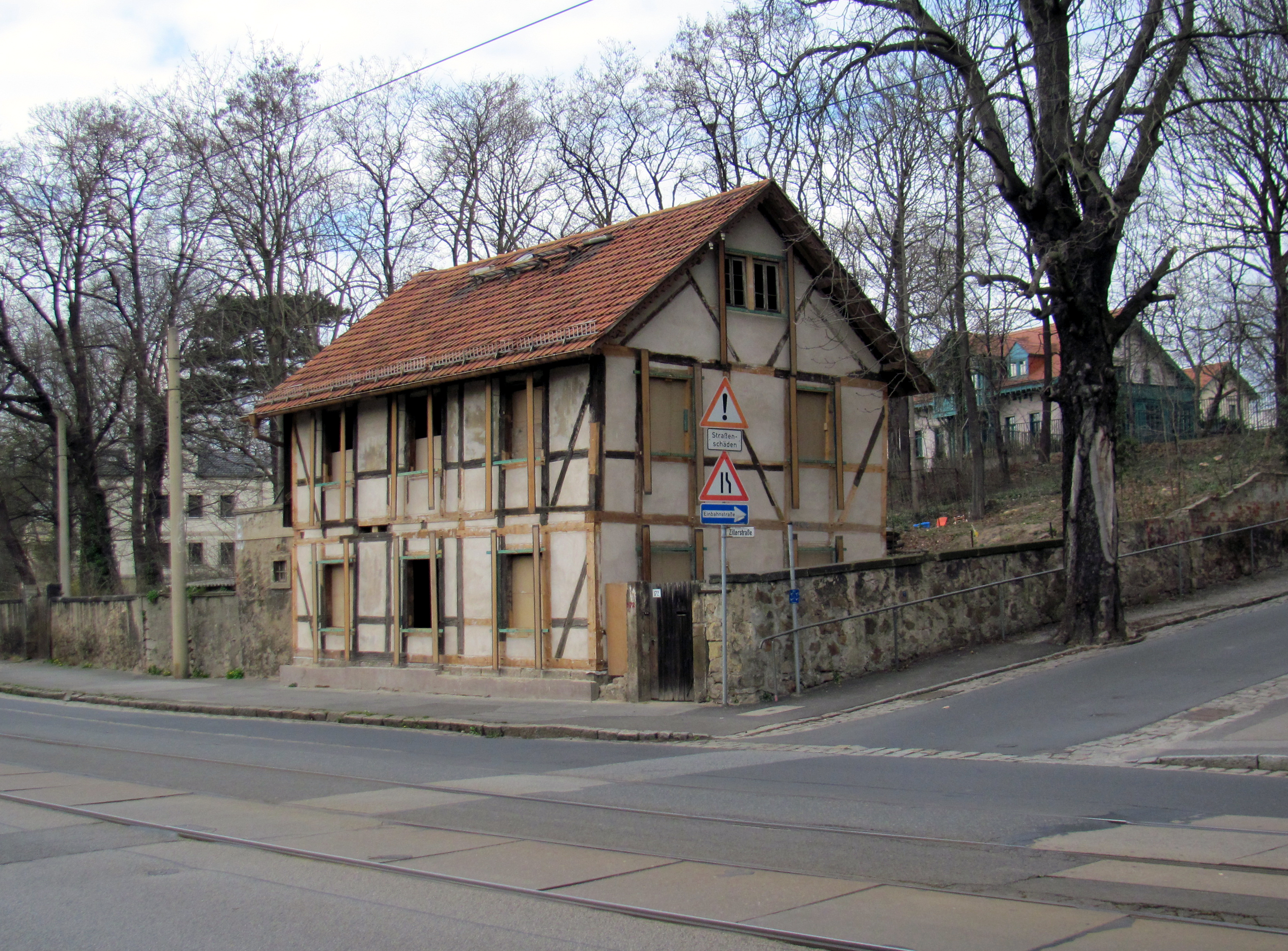
Meißner Straße 172 (2015), rechts dahinter die Gartenseite der Villa Borstraße 17
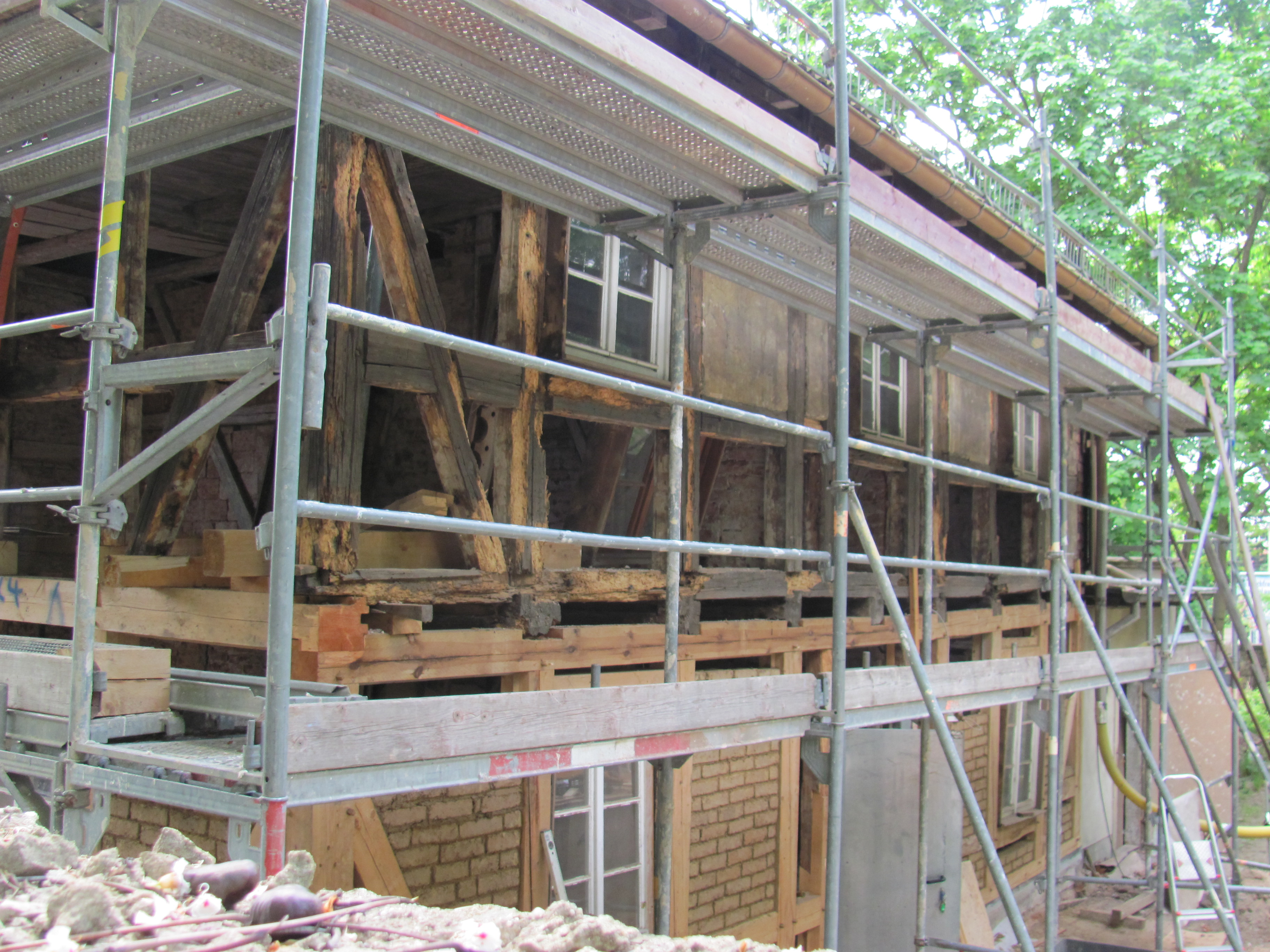
Fachwerkkonstruktion 2014
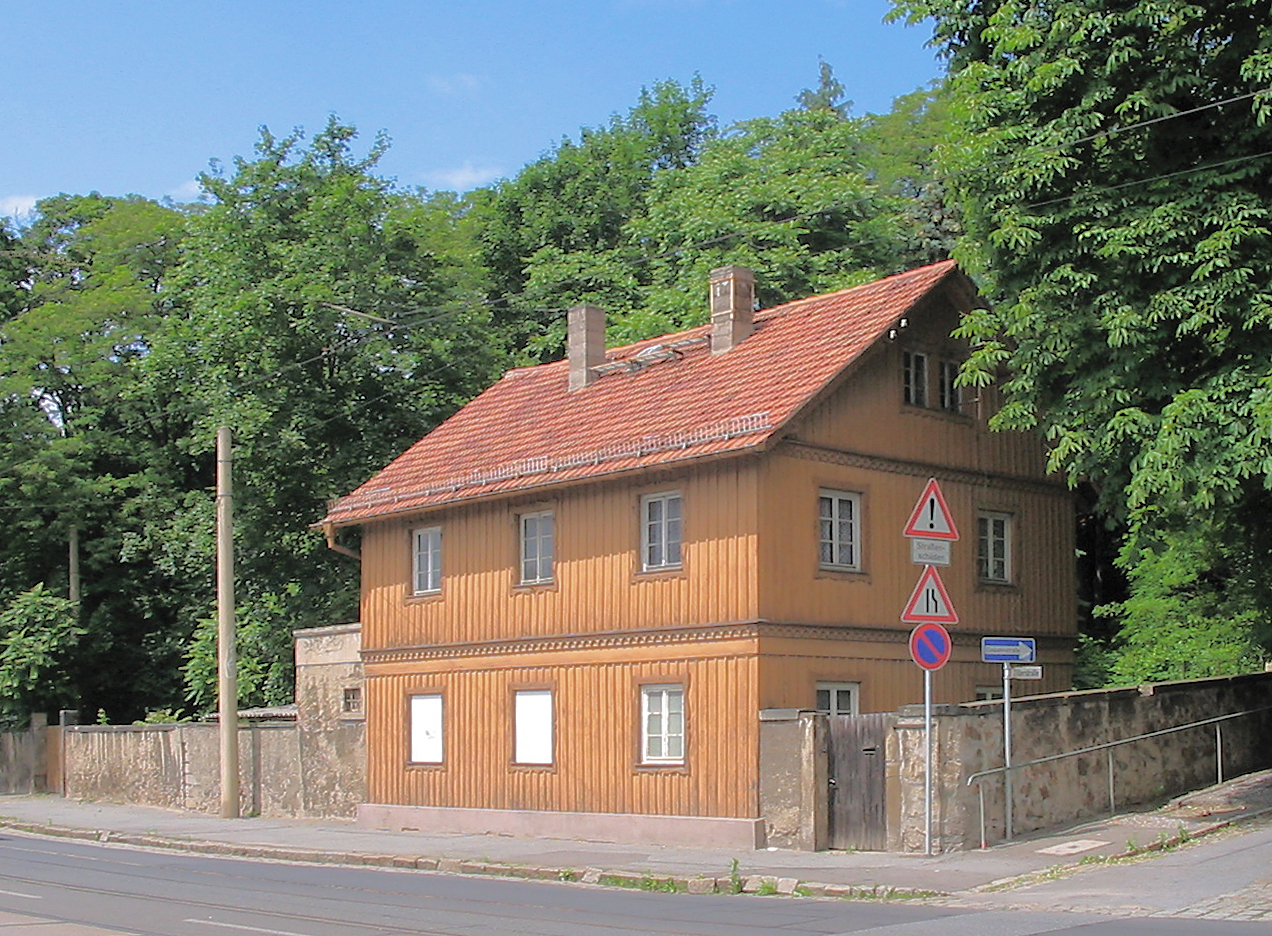
Meißner Straße 172 (2009)
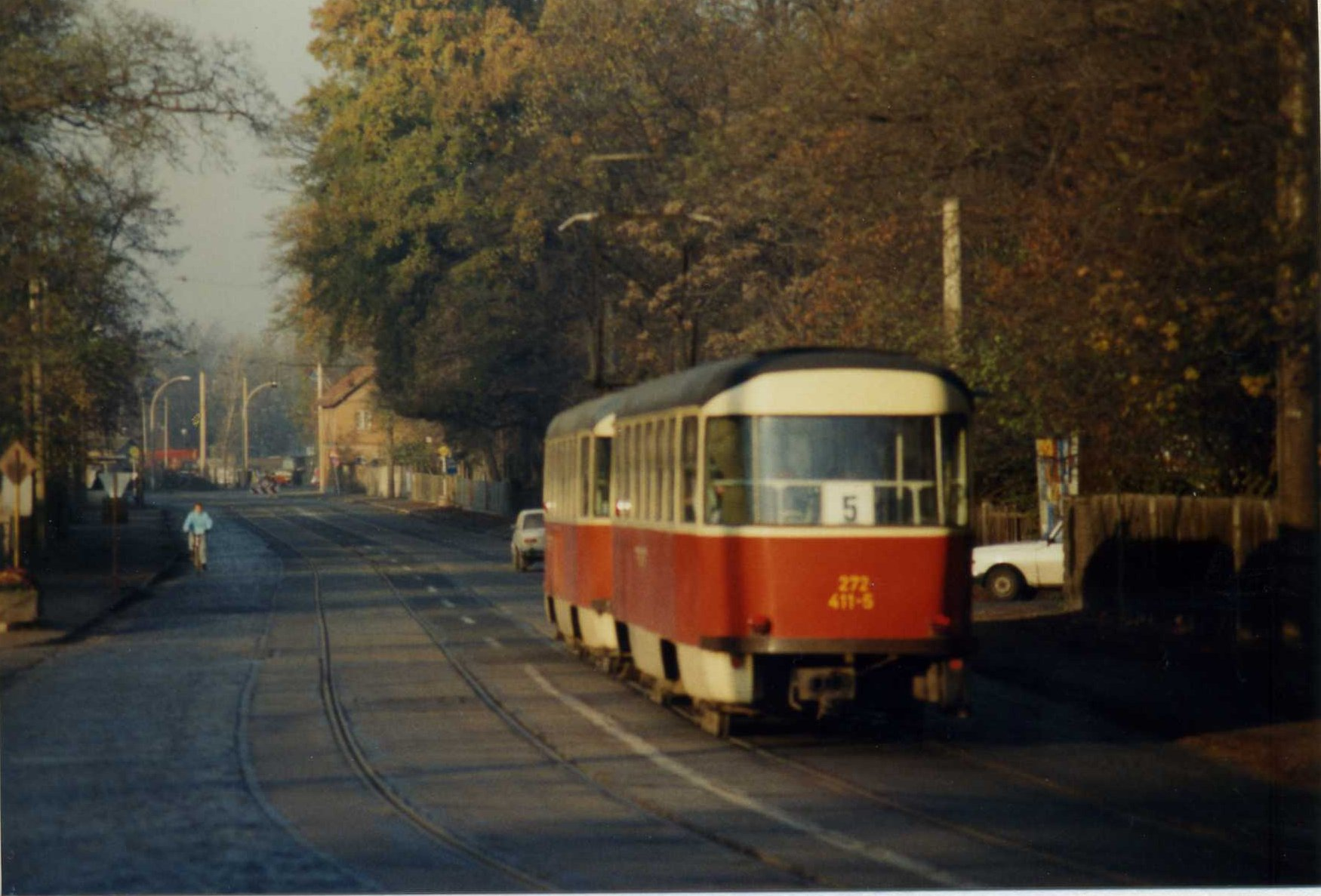
Meißner Straße (November 1989) mit Tatra T4 der Dresdner Straßenbahn Linie 5 (heute 4)

## Geschichte
Der Bau wurde laut einer Holzaltersbestimmung mittels Dendrochronologie des Fachwerks zwischen 1740 und 1840 gebaut, wohl als Winzerhaus. Auf den Meilenblättern von Sachsen des Jahres 1785 ist an der Stelle des Bauplatzes ein Gebäude eingezeichnet.
Seine heutige Erscheinungsform geht auf einen Umbau oder Umgestaltung im Jahre 1872 (Inschrift am Haus) wohl durch die Gebrüder Ziller zurück, die auch das weiter oben am Hang liegende Haus Borstraße 17 umgestalteten. Dabei wurde der Dachstuhl erneuert und die Verbretterung angebracht. Nach dem Bauplan von Niederlößnitz aus dem Jahr 1875 wurde das große Hanggrundstück in mehrere Parzellen geteilt und die Zillerstraße am Winzerhaus beginnend den Hang hoch durch das Anwesen hindurch angelegt.
Im Jahr 1924 erwarb der Pfarrer Helmuth Opitz das Grundstück als Kirchenbauplatz nebst Pfarrhaus. Da das Haus als eingetragene Wohnung durch das zuständige Wohnungsamt nicht freigegeben wurde, konnten die Baupläne nicht verwirklicht werden. Opitz verkaufte im Juli 1931 das Anwesen an das katholische Kirchlehen zu Kötzschenbroda; im September jenes Jahres bestätigte das Pfarramt, dass das Grundstück bereits als Jugendheim in Nutzung war. „Besonderen Anklang [als Anziehungspunkt für die Jugend] fand der Indianerraum, der nach den Angaben des Leiters des Karl-May-Museums Patty Frank mit einem Kamin und exotischem Inventar versehen wurde“. Dieser Raum befand sich im westlich gelegenen Anbau, welcher weitestgehend ca. 1955 abgerissen wurde.
Am 20. April 1932 erfolgte ein Baugesuch zur Erneuerung der Scheune zur Errichtung einer Kapelle nach Plänen Max Czopkas, was jedoch abgelehnt wurde: „Ohne Freilegung der Fläche bis zur Baufluchtlinie muss die Genehmigung zur Erneuerung bzw. Erweiterung versagt bleiben.“
Seit 2013 wurde das Gebäude denkmalgerecht zu einem Wohnhaus rekonstruiert. Die historische Ansicht wurde dabei gewahrt. Die neue Farbgebung erfolgte, nach Abstimmung mit der unteren Denkmalbehörde, in Anlehnung an die originale Farbgebung.

## Zukunft des Gebäudes
Die Zukunft des Gebäudes ist trotz aufwendiger Sanierung ungewisser denn je. Durch den aktuellen Straßenausbau muss das Gebäude in seiner Existenz mittelfristig als bedroht angesehen werden. Der sinnlose Abriss der denkmalgeschützten Grundstücksmauer, und deren Wiederaufbau um wenige Zentimeter dahinter, konnte verhindert werden. Im Zuge des Straßenausbaus geht bis zur Hälfte der Gehwegbreite vor dem Haus verloren. Dadurch rückt die Straße teilweise bis auf 1,45 m an das Gebäude heran. Das Gebäude steht somit noch weiter „auf der Straße“.
Eine Nutzung des Gebäudes als Wohnhaus in der nächsten Eigentümergeneration ist damit mehr als fraglich. Die Auswirkungen von Erschütterungen, Verkehrslärm und fehlendem Abstand zwischen Haus und Straße können an so manchem durch „Nicht-Nutzung“ bedrohtem Denkmal beobachtet werden.